# 石原栄三郎
石原 栄三郎（石原 榮三郎、いしはら えいざぶろう、1880年〈明治13年〉4月10日 - 没年不明）は、日本の商人（かぢ平、金物商）、愛知県多額納税者。石原商店金物部代表。

## 経歴
愛知県人、鍛冶平、金物商・石原平左衛門の弟。1915年、分家して一家を創立し、金物卸商を営む。名古屋商工会議所議員に選ばれる。

## 人物
貴族院多額納税者議員選挙の互選資格を有する。趣味は石灯籠、庭石、茶器、書画。宗教は浄土宗。住所は愛知県名古屋市西区江川端町、店舗は中区広小路西通。

## 家族・親族
石原家
石原家は名古屋に於ける一流金物店である。
- 妻・かぎ（1883年 - ?、愛知、寺田敬三郎の姉）[2][4]
- 娘[2][4]
- 三男・福三郎（1916年 - ?、石原社長）[10]

親戚
- 福田卯助[8]（乾物商）